# Llacs de Covadonga
Els llacs de Covadonga a vegades anomenats Llacs d'Enol (en asturià: Llagos d'Enol) són un conjunt de llacs que es troben al Parc Nacional de Picos de Europa i que està format per dos llacs principals, el d'Enol i d'Ercina i un de secundari, el de Bricial, que sols té aigua durant el desgel. Formen part del consell de Cangues d'Onís, prop del llogaret de Covadonga (Cangues d'Onís), a Astúries. Hi ha una exposició, miradors i una maqueta de la zona amb audiovisual. A l'entorn dels llacs, almenys a l'estiu, hi ha nombroses defecacions dels bòvids, i l'aigua és més aviat bruta.
En les proximitats del llac Ercina, a Buferrera es van explotar mines de ferro, manganès i mercuri fins al 1979.
L'afluència massiva de turistes ha obligat a limitar-ne l'accés en vehicle particular durant l'estiu, període en el qual sols és possible accedir-hi en autobusos especials.

## Els llacs de Covadonga i la Volta a Espanya
Els llacs de Covadonga van ser pujats per primera vegada en la història de la Volta a Espanya en l'edició de 1983, en una etapa marcada per la pluja i el vent i que va veure en Marino Lejarreta el primer vencedor. El posterior vencedor de la carrera, Bernard Hinault, comparà aquest port amb l'Alpe d'Huez, cosa que li va donar fama mundial i que els periodistes esportius els anomenessin llacs d'Hinoult fent un joc de paraules amb els llacs d'Enol.
Fins a 20 vegades ha visitat la Volta a Espanya aquesta ascensió, sent la darrera d'elles el 2016. Sols Pedro Delgado, Lucho Herrera i Laurent Jalabert han guanyat en dues ocasions al cim.
| Edició | Vencedor            | País       |
| ------ | ------------------- | ---------- |
| 1983   | Marino Lejarreta    | Espanya    |
| 1984   | Reimund Dietzen     | RFA        |
| 1985   | Pedro Delgado       | Espanya    |
| 1986   | Robert Millar       | Regne Unit |
| 1987   | Lucho Herrera       | Colòmbia   |
| 1989   | Álvaro Pino         | Espanya    |
| 1991   | Lucho Herrera       | Colòmbia   |
| 1992   | Pedro Delgado       | Espanya    |
| 1993   | Oliverio Rincón     | Colòmbia   |
| 1994   | Laurent Jalabert    | França     |
| 1996   | Laurent Jalabert    | França     |
| 1997   | Pàvel Tonkov        | Rússia     |
| 2000   | Andrei Zíntxenko    | Rússia     |
| 2001   | Juan Miguel Mercado | Espanya    |
| 2005   | Eladio Jiménez      | Espanya    |
| 2007   | Vladímir Iefimkin   | Rússia     |
| 2010   | Carlos Barredo      | Espanya    |
| 2012   | Antonio Piedra      | Espanya    |
| 2014   | Przemyslaw Niemiec  | Polònia    |
| 2016   | Nairo Quintana      | Colòmbia   |
| 2018   | Thibaut Pinot       | França     |
| 2021   | Primož Roglič       | Eslovènia  |

### Característiques de l'ascensió
Des del Santuari de Covadonga l'ascensió consta de 14 km, en els que se salva un desnivell de 962 m, cosa que suposa un desnivell mitjà del 6,87%. El tram més dur es troba entre els quilòmetres 7 i 9, en les zones conegudes com La Huesera (una recta de 800 m amb rampes d'entre el 12 i el 15%) i el Mirador de la Reina, amb rampes que arriben al 15% de desnivell.